# D20 System

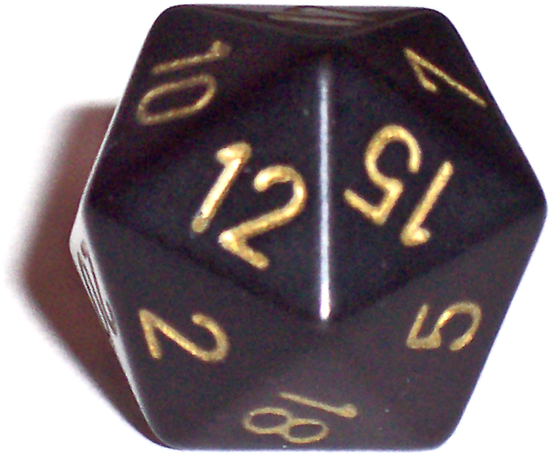
Il dado da 20 (d20): un icosaedro regolare con venti facce numerate da 1 a 20

Il d20 System è un gioco di ruolo derivato dal regolamento della terza edizione del gioco di ruolo Dungeons & Dragons pubblicato nel 2000 dalla Wizards of the Coast. Il sistema prende il nome dal dado a 20 facce che è il punto focale delle meccaniche base del sistema.
La maggior parte del d20 System è pubblicato sotto forma di System Reference Document (SRD) con la licenza Open Gaming License (OGL) come contenuto open gaming, che permette a editori commerciali e non commerciali di pubblicare versioni modificate o supplementi del sistema senza bisogno di pagare per l'uso delle proprietà intellettuale associata al sistema, che è posseduta dalla Wizards of the Coast.

## Meccaniche
Il d20 System è un derivato del regolamento della terza edizione di D&D, sviluppata da Jonathan Tweet, Monte Cook e Skip Williams, a cui Peter Adkison richiese un gioco che mantenesse il feeling dei precedenti regolamenti di Dungeons & Dragons, ma venisse rivisto nelle regole. Il sistema fu razionalizzato usando anche l'esperienza avuta di recente con Alternity e venne basato su una meccanica unica che usava il sistema "dado+bonus" già utilizzato da Tweet in Ars Magica, anche se Tweet afferma che «Gli altri progettisti avevano già una meccanica simile a quella corrente quando mi unii al team di sviluppo»
L'implementazione del d20 System razionalizzò e standardizzò le regole delle precedenti edizioni di Dungeons & Dragons. La meccanica base (core mechanic) del sistema è il metodo di risoluzione delle azioni effettuato mediante il risultato del lancio di un dado a 20 facce a cui si aggiungono dei modificatori dipendenti dalle attitudini naturale del personaggio (definite dalle sei caratteristiche tradizionali di Dungeons & Dragons: forza, destrezza, costituzione, intelligenza, saggezza e carisma) e dalla sua abilità nella specifica azione tentata (come combattimento, muoversi silenziosamente, saltare, ecc...). Se il risultato è maggiore o uguale a quello di un numero bersaglio (detto classe difficoltà) allora l'azione riesce. Questo sistema è usato consistentemente per risolvere tutte le azioni nel d20 System: ordine di iniziativa, tiri per colpire, conferma di un colpo critico, prove di abilità e tiri salvezza. Altri tipi di dado sono usati solo per il danno delle armi e degli incantesimi e per il calcolo dei punti ferita al passaggio di livello. Le edizioni precedenti D&D usavano regole e meccaniche differenti per tipi di azione differente, come le tabelle dei tiri per colpire di AD&D prima edizione o le meccaniche del THAC0 e dei tiri salvezza della seconda edizione, che variavano considerevolmente sia nel tipo e numero di dadi tirati, sia se fosse preferibile un risultato alto piuttosto che uno basso. Anche altri sistemi vennero razionalizzati e definiti più precisamente, per esempio l'uso degli oggetti magici e la possibilità di avanzamento dei mostri come personaggi.
Il d20 System non viene presentato come un sistema universale in nessuna versione, diversamente da regolamenti come GURPS. Piuttosto viene adattato a specifiche ambientazioni e generi, in maniera simile al Basic Role-Playing comune ai vari regolamenti della Chaosium, o come allo storyteller system della White Wolf. Altre implementazioni del d20 System (distribuite sotto la Open Gaming License) hanno variato molto di più le regole, fino ad arrivare all'estremo di Mutants & Masterminds, un gioco di ruolo supereroistico pubblicato dalla Green Ronin Publishing che ha eliminato molti classici capisaldi di D&D: classi, allineamenti morali e punti ferita e l'uso di dadi diversi dal d20.
Le regole per il d20 System sono definite nel System Reference Document (SRD), e possono essere copiate liberamente o anche vendute Progettate per un'ambientazione fantasy generalmente pseudo medievale, la SRD è essenzialmente composta di materiale estratto dai manuali della terza edizione di Dungeons & Dragons. Il suo testo non include descrizioni dettagliate, testo di 'colore' e materiale che la Wizard of the Coast considera sua proprietà intellettuale (come per esempio riferimenti all'ambientazione Greyhawk o informazioni sui mind flayer — mostri dotati di poteri psionici).
Nel 2002 la Wizards of the Coast pubblicò il d20 Modern , un gioco di ruolo per ambientazioni moderne, di urban fantasy e di fantascienza basato sul d20 System Anche per questo venne pubblicato un SRD

## Storia editoriale
La spinta per lo sviluppo e la pubblicazione licenza del d20 System fu dovuta a Ryan Dancey, all'epoca brand manager di Dungeons & Dragons. Questo fu principalmente in base a due considerazioni: la prima era che la proliferazione di regolamenti diversi frammentasse l'industria del gioco di ruolo e la indebolisse, la seconda la teoria proposta da Skaff Elias, per cui la presenza di altre case editrici rinforzasse la posizione della leader di mercato.
La pubblicazione di Dungeons & Dragons 3.0 e del d20 system fu preceduto da una lunga campagna pubblicitaria durata oltre un anno, durante la quale vennero rilasciate lentamente piccole anticipazioni delle novità. Fu pubblicizzato come un sistema generico semplice che poteva essere utilizzato per giocare in una varietà di sistemi. La Wizard of the Coast offrì due licenze separate per utilizzare il d20 System, la prima detta Open Gaming License (OGL) rendeva utilizzabile tutte le meccaniche descritte nel System Reference Document, mentre la seconda detta d20 System Trademark Licence (d20STL), permetteva anche di utilizzare il logo ufficiale "d20" per aumentare la riconoscibilità dei propri prodotti e di usare alcuni termini registrati dalla Wizards of the Coast. L'uso della d20STL impediva però di pubblicare regole per la creazione e l'avanzamento di livello dei personaggi e, dopo la revisione nel 2003 conseguente alla pubblicazione del Book of Erotic Fantasy, di aderire a una politica di contenuti "accettabili". Inoltre i prodotti pubblicati con questa licenza dovevano chiaramente indicare che per il loro uso erano necessario i libri base pubblicati dalla Wizards of the Coast. Gli editori potevano comunque utilizzare il d20 System in base alla sola Open Gaming License e in questo caso erano liberi dalle restrizioni della d20STL. Infine la d20STL era revocabile a discrezione della Wizards of the Coast mentre la OGL non lo è.
Nonostante un certo scetticismo iniziale — dovuto tra le altre cose al passato litigioso della TSR (il precedente proprietario di D&D) — il d20 System fu un enorme successo: alla Gen Con 2000 oltre alla TSR c'erano altre due case editrici che presentavano prodotti d20 System, la Green Ronin e la Atlas Games, l'anno successivo erano diventate 75. Alcune compagnie sfruttarono l'occasione di utilizzare il marchio del principale editore di giochi di ruolo per promuovere i propri sistemi, per esemepio tra il 2001 e il 2003 l'Atlas Games pubblicò la serie Coriolis di manuali con statistiche per il d20 System e i propri sistemi, esempio la Chaosium pubblicò Dragons Lords of Melniboné, una versione d20 System del loro gioco Stormbringer in cambio del permesso alla Wizard of the Coast di pubblicare una versione del Il richiamo di Cthulhu basato sul d20 System. Altre case editrici pubblicarono manuali esclusivamente basati sul d20 System cui Goodman Games, Green Ronin, Mongoose Publishing e Troll Lord Games, ed anche le più grosse Fantasy Flight Games e White Wolf iniziarono proprie linee di prodotti d20 System. Il d20 System diede anche un forte impulso alla nascita di un mercato per la vendita di manuali in formato digitale PDF.
Nel 2003 la Valar Project annunciò la pubblicazione del Book of Erotic Fantasy, un supplemento di regole con contenuto esplicitamente sessuale, che avrebbe dovuto essere pubblicato con la licenza d20STL Nel tentativo di impedirne la pubblicazione la WotC pubblicò un aggiornamento della licenza aggiungendo una clausola "standard di qualità" che richiedeva che gli editori soddisfacessero "standard comuni di decenza" e terminò la licenza alla Valar Project. Il Valar project pubblicò comunque il Book of Erotic Fantasy cambiando la licenza dalla d20Stl alla OGL e la pubblicazione fu ritardata di solo un paio di mesi.
Un secondo colpo alla credibilità della licenza d20STL venne dalla pubblicazione della versione 3.5 di D&D, annunciato agli altri editori con poco anticipo. Nonostante le modifiche rispetto all'edizione 3.0 non fossero molte, queste erano comunque sufficienti a rendere difficile gestirle rapidamente, per cui gli editori di terze parti si trovarono improvvisamente con molti manuali obsoleti che rimasero invenduti. A questo si aggiunse una diminuzione generale degli acquisti di prodotti di terze parti poiché molti giocatori investirono i loro soldi nell'acquisto dei nuovi manuali e non in supplementi. Alcune compagnie di spedizione (che gestivano il magazzinaggio e la logistica di diversi piccoli editori) come Wizard's Attic, Fast Forward Entertainment e Osseum fallirono, causando a loro volta il fallimento di diversi editori.
Alderac Entertainment Group e Fantasy Flight Games abbandonarono del tutto la produzione di prodotti per il d20 System, altri passarono alla pubblicazione di manuali usando solo la licenza OGL (per esempio la Mongoose Publishing pubblicò la seconda edizione del gioco di ruolo basato su Babylon 5 con la licenza OGL, piuttosto che la d20STL della prima edizione). Alcuni editori divennero diretti concorrenti della Wizards of the Coast pubblicando propri sistemi fantasy, per esempio il Castles & Crusades (2004) della Troll Lord Games che aprì la strada al movimento dei retrocloni.
Con la pubblicazione della quarta edizione di Dungeons & Dragons nel 2008 la Wizards of the Coasts revocò la D20STL originale, rimpiazzandola con una nuova licenza specificatamente per D&D nota come Game System License (GSL). La Wizards of the Coast temporeggiò nel pubblicare il contenuto della nuova licenza, secondo le prime anticipazioni pubblicate l'8 gennaio 2008, gli editori di terze parti avrebbero dovuto pagare una tariffa di 5000 $ per poter pubblicare manuali basati sulla quarta edizione a partire dal 1º agosto 2008 (in tempo quindi per l'importante fiera del settore Gen Con), ma comunque due mesi dopo la pubblicazione della quarta edizione annunciata per il 6 giugno 2008. Ulteriori dettagli della licenza furono pubblicati il 17 aprile 2008, tra cui il fatto che non sarebbe stata richiesta alcuna tariffa per poter pubblicare manuali a partire dal 1º agosto, ma piuttosto che tutti gli editori avrebbero dovuto aspettare fino al 1º ottobre 2008, dopo la Gen Con. La licenza fu resa ufficialmente pubblica il 17 giugno 2008, una settimana dopo la pubblicazione della quarta edizione.
I termini della Games System License sono simili a quelli della D20STL, ma senza una licenza OGL associata e con il nuovo System Reference Document che elenca esclusivamente i termini e oggetti che possono essere usati in prodotti licenziati. Gli editori potevano usare il logo ufficiale di Dungeons & Dragons, ma non sulla copertina, rendendolo praticamente inutile.Un'altra clausola della GSL prevedeva che se una casa editrice avesse pubblicato anche un solo un singolo prodotto basato sulla GSL non avrebbe più potuto pubblicare altre linee di prodotto basate sulla OGL. L'incertezza nella definizione di cosa fosse precisamente una linea di prodotto lasciava gli editori di terze parti esposti all'opinione della Wizards of the Coast ed editori come Evil Hat e Gold Rush Games che avevano adottato l'OGL per i propri prodotti (ma che non producevano materiale d20 System ) avrebbero dovuto cancellare le proprie linee di prodotti per poter pubblicare manuali per la quarta edizione e riviste come Kobold Quarterly non avrebbero potuto pubblicare contemporaneamente materiale per la terza e quarta edizione..
Per quest'epoca molti editori si erano già ritirati, la Paizo Publishing aveva annunciato il 18 marzo 2008 l'offerta in download gratuito della versione alfa di Pathfinder come continuazione delle regole di D&D 3.5, pubblicata con la licenza OGL. Editori come la Fantasy Flight Games o la Necromancer Games che aveva mostrato un interesse iniziale per la quarta edizione si ritirarono. La Kenzer & Company, il cui presidente David Kenzer è un avvocato specializzato in proprietà intellettuale, semplicemente pubblicò manuali per la quarta edizione senza usare la GSL affermando che era permesso dalla legge statunitense sul copyright
. Altri editori lo seguirono, per esempio la Adamant Games o la Open Design che sulla rivista Kobold Quartely pubblicò materiale per la terza e quarta edizione senza più citare né OGL, né GSL. La Goodman Games pubblicò per la Gen Con dei supplementi compatibili con la quarta edizione usando la OGL e prevedendo di passare a ottobre alla GSL, ma non completò questo passo, nella stessa maniera la Green Ronin pubblicò un Character Recorded Folio per la quarta edizione usando la OGL. Gli unici editori di terze parti a pubblicare qualcosa usando la nuova licenza furono la Mongoose Publishing (che comunque si ritirò ben presto anche lei ) e nuove case editrici che pubblicavano solo in PDF.
I prodotti che usano il d20 System, conformemente a una o entrambe le licenze hanno assorbito una percentuale significativa delle vendite dei giochi di ruolo. Inoltre hanno promosso grandemente la crescita delle pubblicazioni elettroniche permettendo a piccole compagnie di sfruttare l'enorme mercato potenziale di Dungeons & Dragons a nessun costo.